# Near to Earth
Near to Earth è un cortometraggio muto del 1913 diretto da D.W. Griffith. Il film aveva come interpreti Lionel Barrymore, Robert Harron, Gertrude Bambrick, Mae Marsh e numerosi altri attori che appartenevano alla scuderia della Biograph Company, tra cui Dorothy Bernard, Donald Crisp, Wallace Reid e Blanche Sweet.

## Produzione
Il film fu prodotto dalla Biograph Company. Venne girato in California.

## Distribuzione
Distribuito dalla General Film Company, il film - un cortometraggio di una bobina - uscì nelle sale cinematografiche statunitensi il 20 marzo 1913.